# 布羅姆利峰
布羅姆利峰（英語：Bromley Peak）是南極洲的山峰，座標77°38′S 162°4′E，位於維多利亞地的斯科特海岸，處於沃格勒峰以西3.3公里，屬於阿斯加德山脈的一部分，海拔高度2,020米（6,630英尺），現時由南極條約體系管理。